# Yorkshire Museum

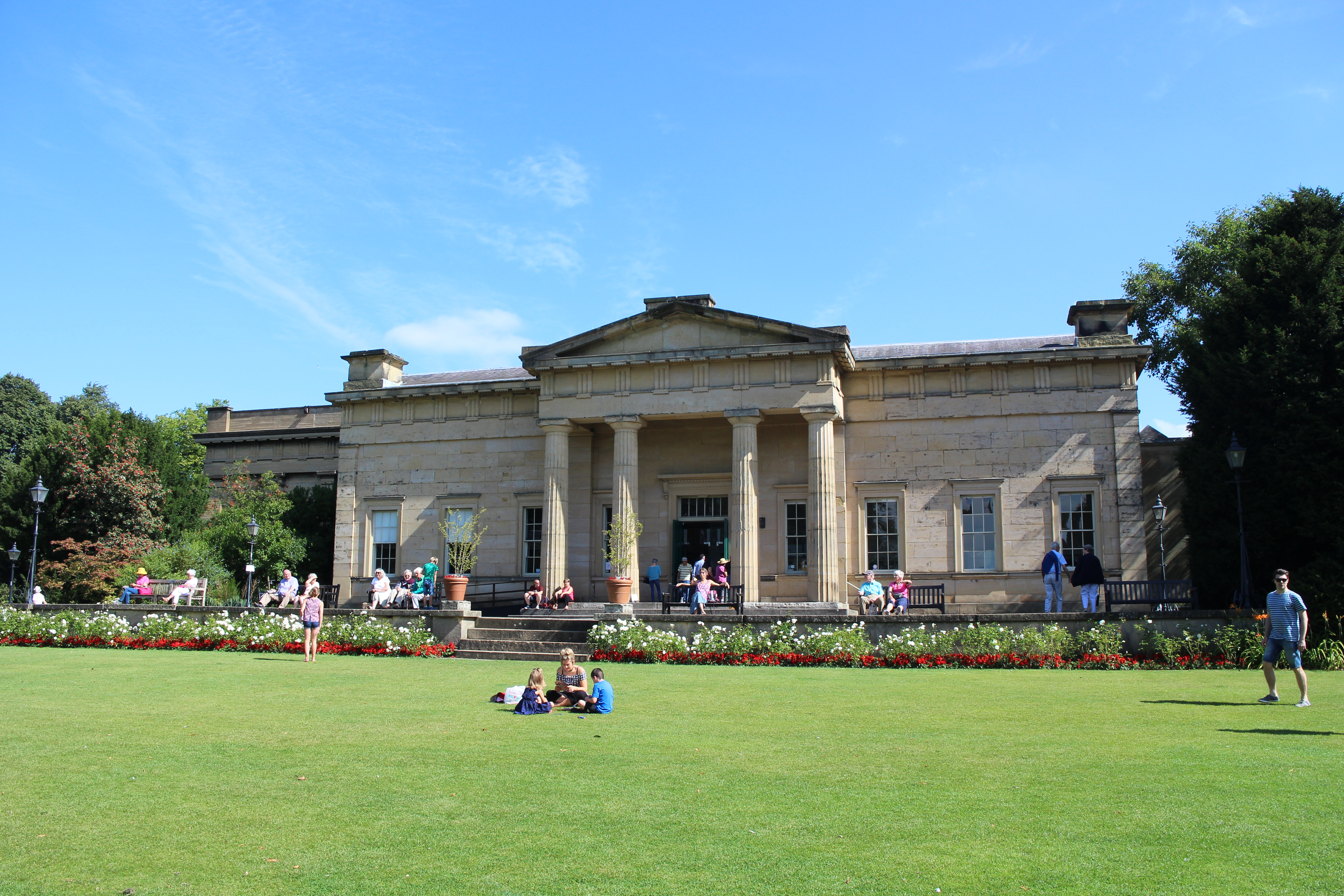

Het Yorkshire Museum is een museum in de Noord-Engelse stad York. Het museum werd opgericht door de Yorkshire Philosophical Society in 1830 en omvat vijf permanente collecties: biologie, geologie, archeologie, numismatiek en astronomie. Het hoofdgebouw werd opgetrokken naar plannen van William Wilkins in neoklassieke stijl. Er zijn permanente tentoonstellingen over  de Romeinen ("Roman York – Meet the People of the Empire"), de middeleeuwen ("Medieval York: Capital of the North"), de prehistorie ("Yorkshire's Jurassic World", "After the Ice: Yorkshire's Prehistoric People"), cartografie ("William Smith: The Map That Changed The World") en de Vikingen ("Viking North").